# 흰개미 (곤충)
흰개미는 대한민국, 북한, 일본에 분포하는 바퀴목 흰개미과의 곤충으로 일본흰개미라고도 불리우며, 지중형 흰개미의 일종이다. 부식된 목재를 먹으며, 목조 건물에 피해를 유발하는 대표적인 해충이다.

## 아종
- 흰개미 Reticulitermes speratus kyushuensis Morimoto, 1968
- Reticulitermes speratus leptolabralisMorimoto, 1968
- Reticulitermes speratus speratus (Kolbe, 1885)